# Ставропольский академический театр драмы
Ставропольский академический ордена «Знак Почёта» театр имени М. Ю. Лермонтова — драматический театр в Ставрополе, старейший русский театр на Кавказе, основан в 1845 году.

## История
Театр был открыт в мае (по другим данным — 19 декабря) 1845 года в новом каменном здании с двумя ярусами лож и галереей на третьем ярусе. В 1846—1849 годы в театре работала труппа Карла Зелинского, в которой играл Н. Х. Рыбаков. В 1872—1875 годы на сцене театра выступала труппа Немова, а в 1878—1880 годы — труппа П. С. Песоцкого, в которой работал русский актёр и режиссёр Н. Н. Синельников.
В 1910—1914 годы было построено новое здание театра «Пассаж», на новой сцене работала труппа Ивана Судьбинина. В 1918 году режиссёр В. Тункель создал в Ставрополе первый советский театр. В 1920 году театру было присвоено звание Первого Ставропольского театра им. В. И. Ленина, а в 1937 году театр был расширен и стал краевым.
Во время оккупации Ставрополя немецкими войсками театр находился в эвакуации в Минусинске
8 марта 1944 года постановкой спектакля «Русские люди» К. Симонова возобновил работу крайдрамтеатр.
В 1964 году Ставропольскому краевому драматическому театру присвоено имя М. Ю. Лермонтова, театр переезжает в новое здание, в котором располагается в настоящее время.
В 1994 году после дипломного спектакля выпускников актёрского отделения Ставропольского училища искусств «Дикарь» по пьесе А. Касона весь курс перешёл в труппу театра. В 1995 году театру было присвоено звание «Академический».
В разное время на сцене театра выступали народный артист СССР М. П. Кузнецов, народные артисты России Б. Данильченко, М. Каплан, В. Меньшов, М. Никольский, В. Рабовская, В. Фоменко, заслуженные артисты России А. Бокова, Г. Веретельникова, В. Гурьев, Б. Дымченко, А. Зубарева, М. Мальченко, А. Михайличенко, М. Михайлов, М. Яковенко и др., артисты Л. Барташова, З. Каткова, З. Котельникова, Л. Шапоренко, заслуженный деятель искусств России О. Г. Иркабаев-Этайн.
На сегодняшний день в труппе театра народная артистка России Н. Зубкова, заслуженные артисты России А. Жуков, С. Колганова, М. Новаков, Б. Щербаков, И. Баранникова, И. Барташ, заслуженный деятель искусств РФ В. Бирюков.
В труппе состоит 34 актёра.

## Награды
- Орден «Знак Почёта» (11.01.1971)

## Постановки
- 1947 — «Молодая гвардия» — А. Фадеев
- 1947 — «Глубокие корни» — Д. Гоу и А. Дюссо
- 1947 — «Командарм»- Г. Березко
- 1947 — «Большая судьба» — А. Суров
- 1947 — «Свадьба Кречинского» — А. Сухово-Кобылин
- 1948 — «Жизнь в цитадели» — А. Якобсон
- 1948 — «Красный галстук» — С. Михайлов
- 1948 — «Укрощение строптивой» — В. Шекспир
- 1948 — «Таланты и поклонники» — А. Островский
- 1948 — «Вас вызывает Таймыр» — К. Исаев
- 1948 — «Чужой ребёнок» — В. Шкваркин
- 1948 — «Мачеха» — О. де Бальзак
- 1948 — «Овод» — Э. Войнич
- 1948 — «Обрыв» — И. Гончаров
- 1948 — «Закон чести» — А. Штейн
- 1948 — «Давным-давно» — А. Гладков
- 1848 — «Цель жизни» — Б. Тур
- 1948 — «Снежная королева» — Е. Шварц
- 1949 — «На той стороне» — Барянов
- 1949 — «Без вины виноватые» — А. Островский
- 1949 — «Я хочу домой» — С. Михалков
- 1949 — «Счастье» — П. Павленко
- 1949 — «Московский характер» — А. Софронов
- 1949 — «Зеленая улица» — А. Суров
- 1949 — «Лицевой счет» — Ч. Рысс
- 1949 — «Роковое наследство» — Штейн
- 1949 — «Кавалер Золотой звезды» — С. Бабаевский
- 1949 — «Заговор обреченных» — Н. Вирта
- 1949 — «Особняк в переулке» — Б. Тур
- 1949 — «Аленький цветочек» — Л. Браусевич
- 1950 — «Поздняя любовь» — А. Островский
- 1950 — «Доходное место» — А. Островский
- 1950 — «Кто виноват!» — Г. Мдивани
- 1950 — «Чаша радости» — Н. Винников
- 1950 — «Голос Америки» — Б. Лавренёв
- 1950 — «Умная дурочка» — Лопе де Вега
- 1950 — «Калиновая роща» — А. Корнийчук
- 1950 — «Дядя Ваня» — А. Чехов
- 1950 — «Первые радости» — К. Федин
- 1950 — «Яблоневая ветка» — Я.Смоляк
- 1950 — «Белая ворона» — Н. Винников
- 1950 — «Не твое, не мое, а наше» — П. Маляревский
- 1951 — «Семья Лутониных» — Б. Тур
- 1951 — «Сердце не камень» — А. Островский
- 1951 — «Государственный советник» — М. Сагалович и Фалис
- 1951 — «Поздняя любовь» — А. Островский
- 1951 — «Мещане» — М. Горький
- 1951 — «С любовью не шутят» — Кальдерон
- 1951 — «Битва за жизнь» — Вальгина и Шатрова
- 1951 — «Живой труп» — Л. Н. Толстой
- 1951 — «Последняя жертва» — А. Островский
- 1951 — «Семья» — Попов
- 1951 — «Девочки» — Панова
- 1951 — «Директор» — Алешин
- 1951 — «Зайка Зазнайка» — С. Михалков
- 1952 — «Снежок» — Любимова
- 1952 — «Ревизор» — Н. Гоголь
- 1952 — «Женитьба Фигаро» — Бомарше
- 1952 — «Лес» — Островский
- 1952 — «Дворянское гнездо» — Тургенев
- 1952 — «Шелковое сюзанэ» — Каххар
- 1952 — «Земной рай» — Василев
- 1952 — «Цветная земля» — Бабаевский
- 1952 — «Тридцать серебрянников» — Фаст
- 1952 — «Белеет парус одинокий» — Катаев
- 1952 — «Под золотым орлом» — Галан
- 1953 — «Третья молодость» — Б. Тур
- 1953 — «Вей ветерок» Райнис
- 1953 — «На бойком месте» — А. Островский
- 1953 — «Анджело» — В. Гюго
- 1953 — «Тропою грома» — Абрахамс
- 1953 — «Раки» — С. Михалков
- 1953 — «Стрекоза» — Бараташвили
- 1953 — «Коварство и любовь» — Шиллер
- 1953 — «Огненный мост» — Романов
- 1953 — «Суворцы» — Рысс
- 1953 — «Замужняя невеста» — Хмельницкий
- 1953 — «Сестрица Аленушка и братец Иванушка» — Данцигер
- 1954 — «Богатые невесты» — Островский
- 1954 — «Не называя фамилий» — Минко
- 1954 — «Изобретательная влюбленная» — Лопе де Вега
- 1954 — «Камни в печени» — Макаенок
- 1954 — «В сиреневом саду» — Солодарь
- 1954 — «Накануне» — Тургенев
- 1954 — «Годы странствий» — Арбузов
- 1954 — «Стакан воды» — Скриб
- 1954 — «Гибель надежды» — Хейерманс
- 1954 — «Пигмалион» — Б. Шоу
- 1954 — «Финист ясный сокол» — Шестаков
- 1955 — «Персональное дело» — А. Штейн
- 1955 — «История одной любви» — Симонов
- 1955 — «Обвинение» — Мотовской
- 1955 — «Порт Артур» — Степанов
- 1955 — «Товарищ Ксеня» — Мелибеев
- 1955 — «Домовой» — Вильде
- 1955 — «Первая весна» — Николаева
- 1955 — «Кража» — Лондон
- 1955 — «О тех, кто любит» — Антопольскаий
- 1956 — «Дама-Невидимка» — Кальдерон
- 1956 — «Иван Рыбаков» — Гусев
- 1956 — «Доктор» — Нушич
- 1956 — «Хрустальный ключ» — Болдырева
- 1956 — «Американская трагедия» — Драйзер
- 1956 — «Шестой этаж» — Альфред Жери
- 1956 — «Одна» — Алешин
- 1956 — «Фабричная девчонка» — А. Володин
- 1956 — «Конек-Горубнек» — Маляревский
- 1957 — «Униженные и оскорбленные» — Ф. Достоевский
- 1957 — «Последняя остановка» — Ремарк
- 1957 — «Когда цветет акация» — Винников
- 1957 — «Веницианские близнецы» — Гольдони
- 1957 — «Город на заре» — Арбузов
- 1957 — «Семья» — Попов
- 1957 — «Ложь на длинных ногах» — Эдуардо де Филиппо
- 1957 — «В поисках радости» — Розов
- 1957 — «Димка-невидимка» — Коростылев, Львовский
- 1958 — «Зыковы» — М. Горький
- 1958 — «Дали неоглядные» — Вирта
- 1958 — «Ветер с запада» — Никольский
- 1958 — «Почему улыбались звезды» — Корнийчук
- 1958 — «Пролитая чаша» — А. Глоба
- 1958 — «Лиса и виноград» — Фигейредо
- 1958 — «Дальняя дорога» — Арбузов
- 1958 — «Женихи» — А. Такаль
- 1958 — «Блудный сын» — Э. Раннет
- 1958 — «Зимняя сказка» — Антопольский
- 1959 — «Именем революции» — М. Шатров
- 1959 — «Чайки над морем» — Бондарева
- 1959 — «Каменное гнездо» — Вуолийоки
- 1959 — «Дикари» — Михалков
- 1959 — «Опасная профессия» — Соловьев
- 1959 — «Корнелия» — Чарчолини
- 1959 — «Всадник без головы» — М. Рид
- 1959 — «Летом небо высокое» — Вирта
- 1959 — «Барабанщица» — Салынский
- 1959 — «Туфелька Дин» — Зельцер, Димант
- 1960 — «Своя линия» — Мелибеев
- 1960 — «Иванов» — Чехов
- 1960 — «Забавный случай» — Гольдони
- 1960 — «200 000 на мелкие расходы» — Слободский, Дыховичный
- 1960 — «Иркутская история» — Арбузов
- 1960 — «Не равный бой» — Розов
- 1960 — «Мария Тюдор» — В. Гюго
- 1960 — «Стряпуха» — Сафронов
- 1960 — «Пазани» — Л. Толстой
- 1960 — «Аленький цветочек» — Брунцевич
- 1961 — «Цветы женщине» — Погодин
- 1961 — «Остров Афродиты» — Парнас
- 1961 — «Миллион за улыбку» — Сафронов
- 1961 — «Третья Патетическая» — Погодин
- 1961 — «На перекрестке дорог» — Малибеев
- 1961 — «Опасный возраст» — Нариньяни
- 1961 — «Хозяин» — Соболь
- 1961 — «Стряпуха замужем» — Сафронов
- 1961 — «Каса Маре» — Друце
- 1961 — «Что посеешь — то и пожнешь» — Гаробин
- 1962 — «Игра без правил» — Шейнин
- 1962 — «Коллеги» — Аксенов
- 1962 — «Чужая голова» — М. Эме
- 1962 — «День рождения Терезы» — Мдивани
- 1962 — «Лгунья» — Мэйо Эннекен
- 1962 — «Мы вместе» — Аграненко
- 1962 — «Современные ребята» — Шатров
- 1962 — «Сказки зимней ночи» — В. Васильев
- 1963 — «Двое на качелях» — Гибсон
- 1963 — «Сержант милиции» — Лазутин
- 1963 — «Палата» — Алешин
- 1963 — «Кружатся, кружатся ветра» — Вирта
- 1963 — «Собака на сене» — Лопе де Вега
- 1963 — «Побег из ночи» — Б. Тур
- 1963 — «Обрыв» — Гончаров
- 1963 — «Свет далекой звезды» — Чаповский
- 1963 — «Два клана» — Шварц
- 1964 — «Ищи незнакомку» — Морозова
- 1964 — «На диком бреге»- Полевой
- 1964 — «Весенние страдания» — Кобрин
- 1964 — «Поднятая целина» — Шолохов
- 1964 — «Разбуженная совесть» — Шаврин
- 1964 — «Чти отца своего» — Лаврентев
- 1964 — «День чудесных обманов» — Шериан
- 1964 — «Золушка» — Таббе
- 1965 — «Комбинаторы» — Скавронский
- 1965 — «Пресс Атташе в Токио» — Рапопорт
- 1965 — «Маскарад» — Лермонтов
- 1965 — «Время любить» — Ласкин
- 1965 — «Камешки на ладони» — Салынский
- 1965 — «104 страницы про любовь» — Радзинский
- 1965 — «Соленый арбуз» — Орлов
- 1965 — «Бригантина» — Коростелев
- 1965 — «Шестое июля» — Шатров
- 1965 — «Дом Бернанрды Альбы»- Лорна
- 1965 — «Снежная королева» — Шварц
- 1966 — «Требуется лжец» — Псафас
- 1966 — «Когда мертвые оживают» — Рачада
- 1966 — «Девушка с улицы Надежды» — Шаврин
- 1966 — «Белоснежка и семь гномов» — Табаков
- 1966 — «Обелиск» — Мамлин
- 1966 — «Дурочка» — Лопе де Вега
- 1966 — «Судебная хроника» — Волчек
- 1966 — «Шторм» — Биль-Белоцерковский
- 1966 — «Старая дева» — Шток
- 1966 — «Аленький цветочек» — Браусевич
- 1967 — «Щит и меч» — Кожевников, Токарев
- 1967 — «Король лир» — Шекспир
- 1967 — «Свадьба на всю Европу» — Горин
- 1967 — «На всякого мудреца…» — А. Островский
- 1967 — «Обыкновенный человек» — Леонов
- 1967 — «Кремлёвские куранты» — Погодин
- 1967 — «Больше не уходи» — В. Тур
- 1967 — «Иван да Марья» — Гольдфельд
- 1968 — «Виндзорские проказницы» — Шекспир
- 1968 — «Последние» — Горький
- 1968 — «Варшавская мелодия» — Л. Зорин
- 1968 — «Любовь без прописки» — Константинов, Рацер
- 1968 — «Не родись счастливым» — Карпов, Новиков
- 1968 — «Марсово поле» — Антопольский
- 1968 — «Затянувшаяся командировка» — А. Васильев
- 1968 — «Одолень-трава» — Любимова
- 1969 — «Аргонавт» — Ю. Эдлис
- 1969-«Человек и глобус» — Лаврентьев
- 1969 — «Крестьянка из Хетафе» — Лопе де Вега
- 1969 — «Обыкновенная история» — Гончаров
- 1969 — «Я, Бабушка, Илико и Илларион» — Н. Думбадзе
- 1969 — «Дело, которому ты служишь» — Ю. Герман
- 1969 — «Час пик» — Ставинский
- 1969 — «Сказка о четырёх близнецах» — Панчо Панчев
- 1970 — «17 мгновений весны» — Токарев, Семенов
- 1970 — «Справедливость мое ремесло» — Жуховицкий
- 1970 — «Ленинградский проспект» — И. Шток
- 1970 — «Укрощение строптивой» — Шекспир
- 1970 — «Варвары» — Горький
- 1970 — «Неравный брак» — Рацер, Константинов
- 1970 — «Царь Федор Иоанныч» — А. К. Толстой
- 1970 — «Мачеха» — О. Бальзак
- 1970 — «Похищение луковиц» — Машаду
- 1971 — «Единственный свидетель» — А. Тур, П. Тур
- 1971 — «Странный доктор» — Сафронов
- 1971 — «Тихий Дон» — Шолохов
- 1971 — «Тоот, другие и майор» — И. Эркенов
- 1971 — «Сослуживцы» — Э. Брагинский, Э. Рязанов
- 1971 — «Одни без ангелов» — Жуховицкий
- 1971 — «Человек со стороны» — Дворецкий
- 1971 — «Два клёна» — Е. Шварц
- 1972 — «Трибунал» — Манаснок
- 1972 — "Трамвай «Желания» — Уильямс
- 1972 — «Звезда Севильи» — Лопе де Вега
- 1972 — «В этом милом старом доме» — Арбузов
- 1972 — «Валентин и Валентина» — Рощин
- 1972 — «Пока арба не перевернулась» — Иоселиане
- 1972 — «Карлсон снова прилетел» — Линдгрен
- 1973 — «Московские каникулы» — А. Кузнецов
- 1973 — «Солдатская вдова» — Анкилов
- 1973 — «Эй ты, здравствуй!» — Г. Мамлин
- 1973 — «Доходное место» — А. Островский
- 1973 — «Мой бедный Марсий» — Арбузов
- 1973 — «Дон Жуан» — Фигейредо
- 1973 — «Любовь, джаз и черт» — Грушас
- 1973 — «Золотая карета» — Леонов
- 1973 — «Зимняя сказка» — Антопольский
- 1974 — «Средство Макропулоса» — К. Чапек
- 1974 — «Миллионерша» — Б. Шоу
- 1974 — «День открытых дверей» — Руднева
- 1974 — «Звезда и смерть Хоакина Мурьетте» — П. Неруда
- 1974 — «Похожий на льва» — Р. Ибрагимбеков
- 1974 — «Трубадур и его друзья» — Лиданов, Энтин
- 1974 — «Мужчина и женщины» — Л. Зорин
- 1974 — «Грозовой год» — А. Каплер
- 1974 — «Солдат и земля» — Т. Гавбе
- 1974 — «Варшавская мелодия» — Л. Зорин
- 1975 — «Покровские ворота» — Л. Зорин
- 1975 — «В списках не значился» — Васильев
- 1975 — «Энергичные люди» — В. Шукшин
- 1975 — «Старомодная комедия» — Арбузов
- 1975 — «Белоснежка и семь гномов» — Цетинова, Табаков
- 1975 — «Муж и жена снимут комнату» — Рощин
- 1975 — «Провинциальные анекдоты» — Вампилов
- 1975 — «Четвертый поросенок» — В. Шульжик, Ю. Фридман
- 1976 — «Протокол одного заседания» — А. Гельман
- 1976 — «Римская купальня» — С. Стратиев
- 1976 — «Драма из-за лирики» — Г. Полонский
- 1976 — «Да здравствует королева, Виват!» — Р. Болт
- 1976 — «Святая простота» — А. Макаенок
- 1976 — «Пеппи длинный чулок» — А. Линдгренд
- 1976 — «Долгожданный» — Салынский
- 1976 — «Снежная королева» — Шварц
- 1977 — «Лермонтов» — Паустовский
- 1977 — «Лес» — А. Островский
- 1977 — «Чистая сила» — Дятлов
- 1977 — «Миссис Пайпер ведет следствие» — Дж. Поплуэлл
- 1977 — «Эй ты, здравствуй!» — Мамлин
- 1978 — «Глеб и Мария» — А. Губин, М. Новиков, А. Малышев
- 1978 — «Остановите Малахова» — Аграновский
- 1978 — «Карлсон снова прилетел» — Линдгрен
- 1978 — «Ромео и Джульетта» — В. Шекспир
- 1978 — «Золушка» — Е. Шварц
- 1978 — «Репетитор» — Г. Полонский
- 1979 — «Жестокие игры» — А. Арбузов
- 1979 — «Дети Ванюшина» — С. Найденов
- 1979 — «Босиком по парку» — Н. Сайман
- 1979 — «Деревья умирают стоя» — А. Кассона
- 1979 — «Сказка зимней ночи» — В. Васильев
- 1979 — «Мы, нижеподписавшиеся» — А. Гельман
- 1979 — «За все хорошее — смерть» — И. Ибрагимбеков
- 1979 — «Гнездо глухаря» — Розов
- 1979 — «Чинчрака» — Нахуурашвили
- 1980 — «Загнанная лошадь» — Ф. Саган
- 1980 — «Пойти и не вернуться» — А. Малышев, В. Быков
- 1980 — «Огненные версты» — М. Новиков
- 1980 — «Зайка-зазнайка» — С. Михалков
- 1980 — «Цилиндр» — Э. де Филиппо
- 1980 — «Дождь лил как из ведра» — Хмелик Шатров
- 1980 — «Месяц в деревне» — И. Тургенев
- 1980 — «Кто ты, Василий Губанов» — М. Новиков, Габрилович
- 1981 — «Женщина с магнитофоном» — Е. Габрилович
- 1981 — «Воспоминания» — А. Арбузов
- 1981 — «Неудобный человек» — В. Дятлов
- 1981 — «А все таки она вертится» — А. Хмелик
- 1981 — «За чем пойдешь, то и найдешь» — А. Островский
- 1981 — «Революционный этюд» — М. Шатров
- 1981 — «Салют динозаврам» — А. Мамлин
- 1981 — «Жила-была сыроежка» — В. Зимин
- 1982 — «Закон вечности» — Н. Думбадзе
- 1982 — «Прости меня» — Астафьев
- 1982 — «Кошкин дом» — С. Михалков
- 1982 — «Муж и жена» — А. Фредро
- 1982 — «Тартюф» — Мольер
- 1982 — «Мельница счастья» — В. Мережко
- 1982 — «Глупый король» — В. Лифшиц
- 1982 — «Спешите делать добро» — М. Рощин
- 1983 — «Моя профессия — синьор» — Скарначчи Тарабузи
- 1983 — «Страсти по Варваре» — О. Павлова
- 1983 — «Порог» — А. Дударев
- 1983 — «Женитьба Белугина» — А. Островский
- 1983 — «Игра теней» — Ю. Эдлис
- 1983 — «Чинарский манифест» — А. Чхеидзе
- 1983 — «Волшебные кольца Альманзора» — Т. Габбе
- 1983 — «Интервью в Буэнос-Айресе» — Г. Боровик
- 1983 — «Сокровище Бразилии» — М. Машаду
- 1983 — «Любовь и голуби» — В. Гуркин
- 1984 — «Берег» — Ю. Бондарев
- 1984 — «Леди Макбет Мценского уезда» — Н. Лесков
- 1984 — «Счастье мое…» — А. Червинский
- 1984 — «Комедия ошибок» — У. Шекспир
- 1984 — «Выбор» — Ю. Бондарев
- 1984 — «Недотрога» — Л. Устинов
- 1984 — «Человеческий голос» — Ж. Кокто
- 1985 — «Эй ты, здравствуй!» — Г. Мамлин
- 1985 — «Эшелон» — М. Рощин
- 1985 — «Каменный властелин» — Л. Украинка
- 1985 — «Печка на колесе» — Н. Семенова
- 1985 — «Банкрот» — А. Островский
- 1985 — «Трактирщица» — К. Гольдони
- 1985 — «ОБЭЖ (Общество белградских эмансипированных женщин)» — Б. Нушич
- 1985 — «Волшебная хлопушка» — Ц. и Я. Златопольские
- 1986 — «Проводим эксперимент» — М. Захаров, В. Черных
- 1986 — «В стране звенящих голосов» — Антопольский
- 1986 — «Диск-жокей» — С. Поляков
- 1986 — «Царевна-лягушка» — Н. Гернет
- 1986 — «Дама с камелиями» — А. Дюма
- 1986 — «Завтрак с неизвестными» — В. Дозорцев
- 1986 — «Вся надежда» — М. Рощин
- 1987 — «Бывшие (Я и МЫ)» — Г. Бакланов
- 1987 — «Диктатура совести» — М. Шатров
- 1987 — «До третьих петухов» — В. Шукшин
- 1987 — «Кот в сапогах» — С. Прокофьева, Г. Сапгир
- 1987 — «Школа злословия» — Р. Шеридан
- 1987 — «Быть или не быть» — В. Шекспир
- 1987 — «Пощады не прошу» — Я. Соловейчик
- 1987 — «Чудесное яблоко» — В. Янсюкуевич
- 1987 — «Сестра моя - Русалочка» — Л. Разумовская
- 1988 — «Кабанчик» — В. Розов
- 1988 — «Сад без земли» — Л. Разумовская
- 1988 — «Я стою у ресторана — замуж поздно, сдохнуть рано» — Э. Радзинский
- 1988 — «Гнездо глухаря» — В. Розов
- 1988 — «Спальный вагон» — Л. Комаровский
- 1988 — «Игры в фанты» — Н. Коляда
- 1988 — «Собачье сердце» — М. Булгаков
- 1988 — «Аленький цветочек» — Л. Браусевич
- 1989 — «И был день» / «Свалка» — А. Дударев
- 1989 — «Со-ба-ки!» — К. Сергиенко
- 1989 — «Татуированная роза» — Т. Уильямс
- 1989 — «Ку-ка-ре-ку» — В. Москаленко
- 1989 — «Медовый месяц комиссара полиции» — Р. Тома
- 1989 — «Женское постоянство» — С. Моэм
- 1989 — «Продавец дождя» — Р. Нэш
- 1989 — «Приключения Калле-сыщика» — А. Линдгрен
- 1990 — «Шарады Бродвея» — М. Орр, Р. Дэнем
- 1990 — «Аз и Ферг. Беда от нежного сердца» — П. Федоров, В. Соллогуб
- 1990 — «Кьоджинские перепалки» — К. Гольдони
- 1990 — «Лакейские игры» — Э. Брагинский
- 1990 — «С любовью не шутят» — П. Кальдерон
- 1990 — «Золушка» — Е. Шварц
- 1990 — «Фаворит» — В. Пикуль
- 1990 — «Да здравствует Чипполино! Мяу!» — С. Прокофьева, И. Токмакова
- 1991 — «Женщины…Мужчины…»/ «Не верьте своим глазам» — Ж. Брикер, М. Ласег
- 1991 — «Последняя жертва преступной любви» — А. К. Толстой
- 1991 — «Кошка, которая гуляла сама по себе» — Р. Киплинг
- 1991 — «Любовь среди звезд» — В. Симакин
- 1991 — «Звоните, я согласна» — В. Граненов
- 1991 — «Медея» — Еврипид
- 1991 — «Снежная королева» — Е. Шварц
- 1992 — «Он завещал её нации» — Т. Рэттиган
- 1992 — «Чао!» — М. Ж. Соважон
- 1992 — «Адъютантша его императорского величества» — И. Губач
- 1992 — «Золотой человек» — В. Гуркин
- 1992 — «Крошка» — Ж. Летраз
- 1992 — «Анка из Америки» / "Мы едем смотреть «Чапаева» — О. Данилов
- 1992 — «Королева Марго» — А. Дюма
- 1992 — «Бременские музыканты» — В. Ливанов, Ю. Энтин
- 1993 — «Он медлит, слишком медлит! Он опоздает навсегда (Она ткала свои мечты)» — А. Вальехо
- 1993 — «Срочно требуется ребёнок (Ребенок к ноябрю)» — Л. Жуховицкий
- 1993 — «Крыша поехала! (Семейный портрет с посторонним)» — С. Лобозеров
- 1993 — «Емелино счастье» — В. Новацкий, Р. Сеф
- 1993 — «Авантюра Блэз» — К. Манье
- 1993 — «Любовь по переписке» — В. Войнович
- 1993 — «Пигмалион» — Б. Шоу
- 1993 — «Белоснежка и семь гномов» — Табаков, Устинов
- 1994 — «Правда хорошо, а счастье лучше» — А. Островский
- 1994 — «Последний пылко влюбленный» — Н. Саймон
- 1994 — «Такая любовь» — П. Когоут
- 1994 — «Кот в сапогах» — С. Прокофьева, С. Сапгир
- 1994 — «Чудеса преображения» — Лопе де Вега
- 1994 — «Дикарь» — А. Касона
- 1994 — «Филумена» — Э. де Филиппо
- 1994 — «Щелкунчик» — А. Видгоф, О. Кузнецов
- 1995 — «Дядя Ваня (Бац.. Опять промах?!)» — А. П. Чехов
- 1995 — «Скандальное происшествие» — Д. Пристли
- 1995 — «Завтра была война» — Б. Васильев
- 1995 — «Пастушка и трубочист» — Г. Пухальская
- 1995 — «Маскарад» — М. Ю. Лермонтов
- 1995 — «Чума на ваши оба дома» — Г. Горин
- 1996 — «Деревья умирают стоя» — А. Касона
- 1996 — «Гримасы жизни с неожиданным антрактом» — М. Зощенко
- 1996 — «Мадам Бовари» — Г. Флобер
- 1996 — «Конек-горбунок» — С. Прокофьева, Г. Сапгир
- 1996 — «Чествование» — Б. Слэйд
- 1996 — «Моя жена-лгунья» — М. Мэйо, М. Эннекен
- 1996 — «Великий обольститель» или «Последняя ночь Казановы» — В. Коркия, А. Лаврин
- 1996 — «Василиса прекрасная» — С. Прокофьева, Г. Сапгир
- 1997 — «Реванш королевы» — Э. Скриб, Э. Легувэ
- 1997 — «Мы едем, едем, едем в далекие края…» — Н. Коляда
- 1997 — «Чужой ребёнок» — В. Шкваркин
- 1997 — «Голый король» — Е. Шварц
- 1997 — «Венецианские близнецы» — К. Гольдони
- 1997 — «Нет жизни без тебя…» — В. Гюго
- 1997 — «Ревность» — М. Арцыбашев
- 1997 — «Золотой ключик» — А. Толстой
- 1998 — «Дон Жуан» — Г. Фигейреду
- 1998 — «Прибайкальская кадриль» — В. Гуркин
- 1998 — «Жан Бесстрашный» — Т. Габбе
- 1998 — «Коварство и любовь» — Ф. Шиллер
- 1998 — «Идеальный муж» — О. Уайльд
- 1998 — «Чудеса на змеином болоте» — Ю. Ким
- 1998 — «Ю» — О. Мухин
- 1999 — «Осенние скрипки» — И. Сургачев
- 1998 — «Евгений Онегин» — А. Пушкин
- 1998 — «Проделки Ханумы» — А. Цагарели
- 1998 — «Крылья дюймовочки» — Б. Заходер, В. Климовский
- 1998 — «Утешитель вдов» — Д. Маротта, Б. Рандоне
- 1998 — «Королевские игры» — Г. Горин
- 1998 — «Стойкий оловянный солдатик» — Г. Андресон
- 2000 — «Пока она умирала, или Неугомонная» — Н. Птушкина
- 2000 — «Превратности любви, или Недосягаемая» — С. Моэм
- 2000 — «Садко» — С. Прокофьева, Г. Сапгир
- 2000 — «Жди меня»
- 2000 — «Укрощение строптивой» — В. Шекспир
- 2000 — «Жених для майора» — Э. Лабиш
- 2000 — «Царевна-лягушка» — Г. Соколова
- 2001 — «Месье Амилькар платит» — И. Жамиак
- 2001 — «Конкурс» — А. Галин
- 2001 — «Как выходят в люди» (На всякого мудреца довольно простоты) — А. Островский
- 2001 — «Спящая красавица» — Ч. Уэй
- 2001 — «Последняя женщина сеньора Хуана» — Л. Жуховицкий
- 2001 — «Жемчужина чёрная, жемчужина белая» — Н. Птушкина
- 2001 — «Золотое ухо» — Г. Сапгир, П. Цыферов
- 2001 — «Люкс» — Р. Куни
- 2002 — «Белая гвардия» — М. Булгаков
- 2002 — «Женитьба» — Н. Гоголь
- 2002 — «Голубчик» — Г. Колетт
- 2002 — «Святые и грешные» — С. Морожек
- 2002 — «Шут и Балакирев» — Г. Горин
- 2002 — «Священное пламя» — С. Моэм
- 2002 — «Финист — Ясный Сокол» — С. Прокофьева, И. Токмакова
- 2003 — «Черное молоко» — В. Сигарев
- 2003 — «Король. Дама. Валет» — В. Набоков
- 2003 — «Хитроумная влюбленная» — Лопе де Вега
- 2003 — «Отец» — А. Стринберг
- 2003 — «Касатка» — А. Толстой
- 2003 — «Странная миссис Сэвидж» — Д. Патрик
- 2003 — «Валентина» или «Прошлым летом в Чулимске» — А. Вампилов
- 2003 — «Елена Премудрая» — М. Барженев
- 2004 — «Перебор!» — Х. Бергер
- 2004 — «Васса Железнова» — М. Горький
- 2004 — «Анна Каренина» — Л. Толстой
- 2004 — «Три супруги совершенства» — А. Касона
- 2004 — «Халам-бунди или заложники любви» — В. Поляков
- 2004 — «Похождения маленького Мука» — Р. Кушнарев
- 2005 — «Соловьиная ночь» — В. Ежов
- 2005 — «Слишком женатый таксист» — Р. Куни
- 2005 — «Круг» — С. Моэм
- 2005 — «Зойкина квартира» — М. Булгаков
- 2005 — «Бесприданница» — А. Островский
- 2005 — «Ужин с дураком» — Ф. Вебер
- 2005 — «В некотором королевстве» — Г. Андерсон
- 2006 — «Очень простая история» — М. Ладо
- 2006 — «Лев зимой» — Д. Голдмэн
- 2006 — «Сказка о царе Салтане» — А. Пушкин
- 2006 — «Браво, Лауренсия!» — Н. Птушкина
- 2006 — «Полет над гнездом кукушки» — Д. Вассерман
- 2006 — «Царевна-несмеяна» — Л. Корсунский
- 2006 — «Пусть душа останется чиста» — Н. Рубцов
- 2006 — «Венец певца — венец терновый» — С. Есенин
- 2007 — «В день свадьбы» — В. Розов
- 2007 — «Царская охота» — Л. Зорин
- 2007 — «Ревизор» — Н. Гоголь
- 2007 — «Тайна заколдованного портрета» — Н. Панфилова-Рыжкова
- 2007 — «Женщины без границ» — В. Поляков
- 2007 — «Смешные деньги» — Р. Куни
- 2007 — «Пять пудов любви» — А. Чехов
- 2007 — «Молодильные яблоки» — В. Илюхов
- 2008 — «Эй, ты, здравствуй!» — Г. Мамлин
- 2008 — «Дон Сезарде Безан» — А. Д. Эннери, Ф. Дюмануар
- 2008 — «Свидания по средам» — В. Красногоров
- 2008 — «Требуется лжец» — Д. Псафас
- 2008 — «Моя дорогая Памела» — Д. Патрик
- 2008 — «Сестра моя-Русалочка» — Л. Разумовская
- 2008 — «Два ангела, четыре человека» — В. Шендерович
- 2008 — «Аленький цветочек» — Л. Браусевич, И. Карнаухова
- 2009 — «Шах королеве!» — М. Новаков
- 2009 — «Девичник» — Л. Каннингем
- 2009 — «Горе от ума» — А. Грибоедов
- 2009 — «Горя бояться — счастья не видать»- С. Маршак
- 2009 — «Костюмер» — Р. Харвуд
- 2009 — «Герой нашего времени» — М. Лермонтов
- 2009 — "Говорят «Под Новый год» или «У нас все наоборот» — М. Новаков
- 2009 — «Герой нашего времени» — М. Лермонтов
- 2009 — «Проделки Ханумы» — А. Цагарели
- 2010 — «Маугли» — Р. Киплинг
- 2010 — «Собор парижской богоматери» — Н. Скороход
- 2010 — «Мужчины по выходным» — В. Мережко
- 2010 — «Вера. Надежда. Любовь» — А. Арбузов
- 2010 — «Лайф-Лайф» — Г. Нагорный
- 2010 — «Необыкновенные приключения в отеле Мирандолины» — К. Гольдони
- 2010 — «Бермуды» — Ю. Юрченко
- 2010 — «Дед Мороз, ау-у-у!» — М. Новаков
- 2011 — «Ты не Джульетта!» — М. Новаков
- 2011 — «Невероятные приключения елочки и её друзей» — М. Новаков
- 2011 — «Одноклассники» — Ю. Поляков
- 2011 — «Ночь святого Валентина» — А. Мардань
- 2011 — «Ромео и Джульетта» — У. Шекспир. Муз. А. Хевелева
- 2011 — «Малыш и Карлсон» — А. Линдгрен
- 2011 — «Визит дамы» — Ф. Дюрренматт
- 2011 — «Ах, не говорите мне за любовь!» — М. Старицкий
- 2012 — «Casting/Кастинг» — Ю. Ерёмин
- 2012 — «Без вины виноватые» — А. Н. Островский
- 2012 — «Одолжите тенора» — К. Людвиг
- 2012 — «Замкнутый круг» — В. Ткач
- 2012 — «Клинический случай» — Р. Куни
- 2012 — «Генералы в юбках» — Ж. Ануй
- 2012 — «Хочу ребёнка» — М. Ферно
- 2012 — «Спящий красавец» — М. Новаков
- 2013 — «Знакомый Ваш Сергей Есенин» — Ю. Бескровная
- 2013 — «Леонардо» — Е. Муравьев, К. Брейтбург
- 2013 — «Фуршет после премьеры» —В. Красногоров
- 2013 — «Сотворившая чудо» — У. Гибсон
- 2013 — «Кошмар на улице Лурсин» — А. Мюнпье, Э. Лабиш
- 2013 — «Пойди туда — не знаю куда» — Е. Муравьев
- 2013 — «Женитьба Фигаро» — П. Бомарше
- 2013 — «Новогодние похождения кота без сапог» — М. Новаков
- 2014 — «Недоросль» — Д. Фонвизин
- 2014 — «Дон Жуан — любовь моя» — М. Новаков
- 2014 — «Колыбельная для Гамлета» — В. Шекспир
- 2014 — «Новогодние приключения гномов» — М. Новаков
- 2014 — «Маскарад» — М. Лермонтов
- 2014 — «Ох, уж эта Анна» — М. Камолетти
- 2014 — «Страсти по Торчалову» — Н. Воронов
- 2015 — «В списках не значился» — Б. Васильев
- 2015 — «Пропала жизнь» («Дядя Ваня») — А. Чехов
- 2015 — «Как Боги» — Ю. Поляков
- 2015 — «Случай в темной комнате» — П. Шеффер
- 2015 — «Стойкий оловянный солдатик» — Г. Андерсон
- 2015 — «Баба Шанель» — Н. Коляда
- 2015 — «Тетки» — А. Коровкин
- 2015 — «Чудеса под Новый год» — М. Новаков
- 2016 — «Шикарная свадьба» — Р. Хоудон
- 2016 — «Соколы и вороны» — А. Сумбатов-Южин
- 2016 — «Боинг-Боинг» — М. Камолетти
- 2016 — «Игра» — И. Сургучев
- 2016 — «Я — истинный голос русского народа» — В. Шукшин
- 2016 — «Чемоданчик» — В. Поляков
- 2016 — «Аккомпаниатор» — А. Галин
- 2016 — «Жениха вызывали, девочки?» — А. Иванов
- 2016 — «Алые паруса» — А. Грим
- 2016 — «Новогодний переполох в тридевятом царстве» — М. Новаков
- 2017 — «Двенадцатая ночь» — У. Шекспир
- 2017 — «Опасные связи» — К. Хэмптон
- 2017 — «Дура» — М. Ашар
- 2017 — «Одураченный муж» — Ж-Б. Мольер
- 2017 — «Леди на день» — О. Данилов
- 2017 — «Боинг-боинг» — М. Камолетти
- 2017 — «Куда уходит дед Мороз» — М. Новаков
- 2018 — «Детектор лжи» — В. Сигарев
- 2018 — «Семейная кадриль» — В. Гуркин
- 2018 — «Буржуйские страсти и пролетарский восторг» — А. Ростов
- 2018 — «Наш дворик» — Ставропольский академический театр драмы им. М. Ю. Лермонтова совместно с союзом театральных деятелей
- 2018 — «Фирс» — г. Сорокин
- 2018 — «Волшебное колечко» — М. Новаков
- 2018 — «Дубровский» — К. Брейтбург, К. Кавалерян
- 2018 — «Гроза» — А. Островский
- 2018 — «Примадонны» — К. Людвиг
- 2018 — «Вышел ангел из тумана» — П. Гладилин
- 2019 — «Энергичные люди» — В. Шукшин
- 2019 — «Валенсианская вдова» — Лопе де Вега
- 2019 — «Не покидай меня» — А. Дударев
- 2019 — «Душа солдатская и доля» — А. Твардовский
- 2019 — «Чудеса на змеином болоте» — Ю. Ким

## Главные режиссёры
- 1972—1981 — Алексей Александрович Малышев
- 1989—2002 — Алексей Александрович Малышев

## Труппа
- Зубкова Наталья Павловна, народная артистка РФ
- Баранникова Ирина Анатольевна, заслуженная артистка РФ[5], художественный руководитель театра[1]
- Жуков Александр Нариманович, заслуженный артист РФ
- Колганова Светлана Георгиевна, заслуженная артистка РФ
- Новаков Михаил Афонасьевич, заслуженный артист РФ
- Щербаков Борис Фёдорович, заслуженный артист РФ
- Барташ Игорь Валентинович[6], заслуженный артист РФ
- Бирюков Валентин Валентинович, заслуженный деятель искусств РФ (режиссёр театра)[7]
- Калинин Илья Владимирович, почетный деятель искусств СК
- Лепа Владимир Александрович, почетный деятель искусств СК
- Днепровская Елена Владимировна, почетный деятель искусств СК
- Ковалец Людмила Анатольевна, почетный деятель искусств СК
- Винникова Оксана Владимировна[8]
- Гольдман Лада Валерьевна
- Дюженова Людмила Анатольевна
- Задорожный Евгений Евгеньевич
- Клочко Ольга Анатольевна
- Кошелевский Александр Александрович
- Луценко Павел Викторович
- Мальцева Марина Юрьевна Писаренко Ольга Сергеевна
- Петренко Владимир Алексеевич
- Поделякина Анастасия Алексеевна
- Полковникова Полина Леонидовна
- Подзолко Михаил Николаевич
- Сафонова Дарья Никитична
- Симанкина Дарья Алексеевна
- Светличная Наталья Ивановна
- Серебрянский Георгий Дмитриевич
- Соловьева Елизавета Геннадьевна
- Сухарев Александр Игоревич
- Фалина Ясения Александровна
- Харций Филипп Сергеевич
- Хомутов Олег Олегович
- Юрченко Константин Борисович

## Те, кого уже нет
- Аллахвердов Владимир Мнацаканович, Заслуженный артист РСФСР (1981), служил в театре в 1961—2019 годах
- Кузнецов Михаил Прокопьевич (1913—1995) — с 1951 года по 1995 год служил в театре
- Писарев Евгений Николаевич, заслуженный артист РСФСР
- Шарипова Мадина Курбангалиевна, актриса